# Slicker Than Your Average
Slicker Than Your Average är Craig Davids andra album, utgivet den 19 november 2002.

## Låtförteckning
1. Slicker Than Your Average
2. What's Your Flava?
3. Fast Cars
4. Hidden Agenda
5. Eenie Meeni
6. You Don't Miss Your Water ('Til The Well Runs Dry)
7. Rise & Fall (with Sting)
8. Personal
9. Hands Up In The Air
10. 2 Steps Back
11. Spanish
12. What's Changed
13. World Filled With Lov